# Course des caps
La Course des caps-Boulogne-sur-Mer-Banque populaire du Nord 2025 est la première édition d'une course au large de quelque 1 780 milles, en équipage, réservée aux voiliers de la classe Imoca. Elle consiste en un tour des îles Anglo-Celtes. Onze bateaux sont au départ. Celui-ci est donné le 29 juin 2025 à 14 heures, de Boulogne-sur-Mer. L'arrivée a lieu dans le même port.
L'épreuve est remportée le 5 juillet par Macif santé prévoyance, skippé par Sam Goodchild, en 6 jours, 1 heure, 10 minutes et 45 secondes. Le 2e est Association Petits Princes-Quéguiner, skippé par Élodie Bonafous. Le 3e est Holcim-PRB, skippé par Nicolas Lunven.

## Règlement

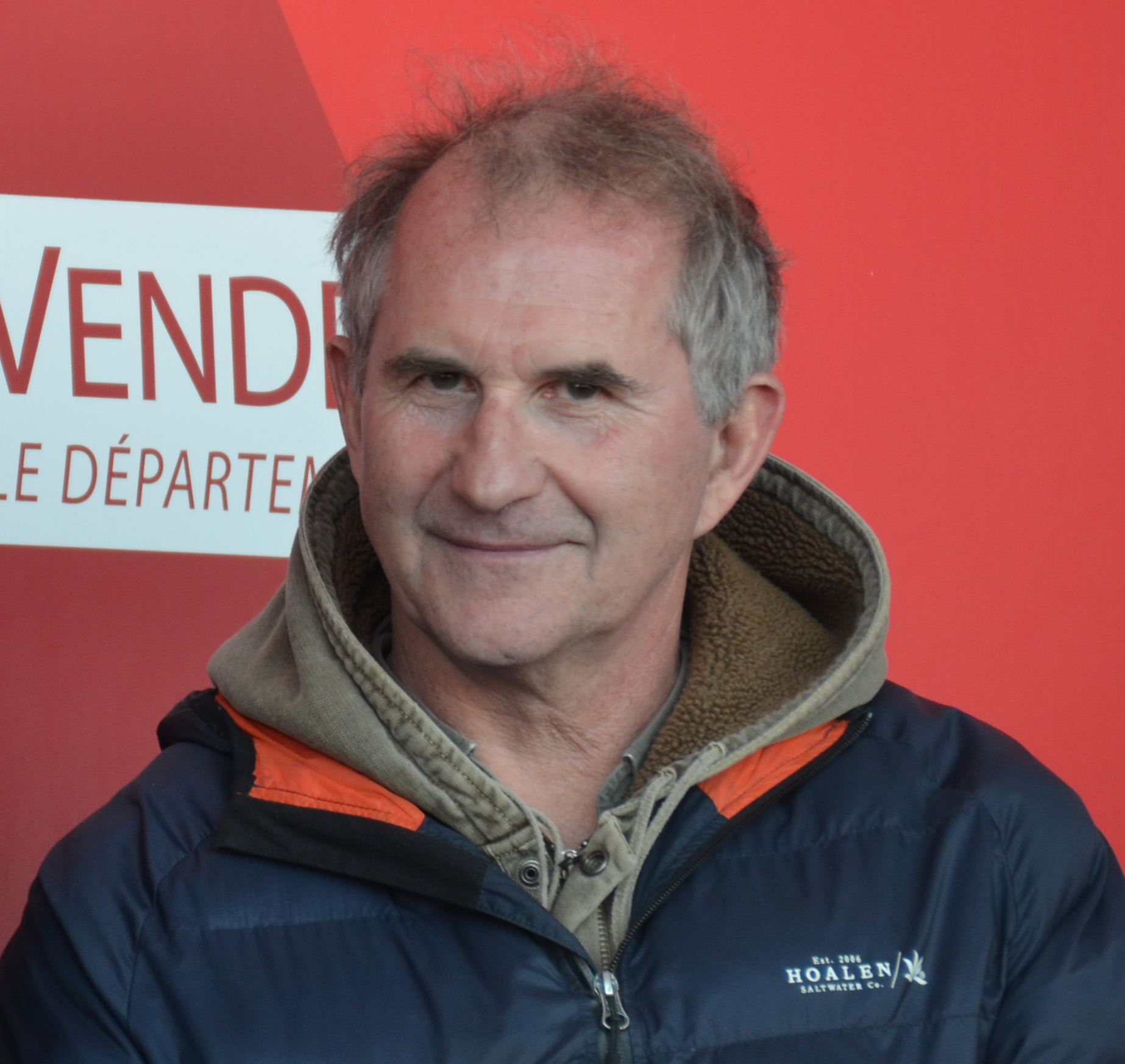
Jacques Caraës, directeur de course.

L'épreuve est organisée par Sea to See, en collaboration avec la classe Imoca. Le directeur de course est Jacques Caraës. L'épreuve est qualificative pour le Vendée Globe 2028, et compte pour le classement de l'Imoca Globe Series 2025-2028.
L'équipage est composé de quatre marins, dont au moins une femme, et d'un journaliste embarqué. Ce dernier, appelé médiaman, ou OBR (on-board reporter), peut être rédacteur, photographe-vidéaste, pilote de drone de prise de vues… Il ne doit en aucune façon s'impliquer dans la météo, le routage, la veille, la manœuvre ou les réparations du bateau.
Les escales techniques, d'une durée minimale de quatre heures, sont autorisées. Le bateau peut recevoir assistance.
Les épreuves de vitesse (runs) sont obligatoires.

## Parcours
Le départ est donné de Boulogne-sur-Mer le 29 juin 2025, à 14 heures. Le parcours initialement prévu est de 2 000 milles : un tour des îles Anglo-Celtes, Shetland comprises, dans le sens horaire, sans escale. Le 2 juillet, pour des raisons de vents faibles en début de course, il est amputé de 220 milles : les concurrents ne doivent plus contourner les Shetland, mais les Orcades, plus au sud. L'arrivée a lieu à Boulogne-sur-Mer.

### Classement général
Le classement général s'établit selon le temps réel.

### «Classement des records»
Le parcours est jalonné de marques (les « caps »). Le passage de ces caps donne lieu à l'attribution de points (1 point pour le 1er, 2 points pour le 2e, etc.) Le vainqueur du « classement des records » est le bateau qui a le moins de points.

## Bateaux
Onze Imoca sont au départ.
| Pavillon | Nom                                   | Appen- dices    | Architecte      | Chantier                 | Mise à l'eau |
| -------- | ------------------------------------- | --------------- | --------------- | ------------------------ | ------------ |
| France   | 4CAD-La Mie câline                    | foils           | Verdier-VPLP    | Green Marine, à Hythe    | 2015         |
| France   | Association Petits Princes- Quéguiner | foils           | Verdier         | CDK Port-la-Forêt        | 2025         |
| France   | Charal (en)                           | foils           | Manuard         | CDK Lorient              | 2022         |
| France   | FDJ United-Wewise                     | dérives droites | Owen Clarke     | Hakes (Nouvelle-Zélande) | 2007         |
| Suisse   | Holcim-PRB                            | foils           | Verdier         | Carrington, à Hythe      | 2022         |
| France   | Initiatives-Cœur                      | foils           | Manuard         | Black Pepper             | 2022         |
| France   | Macif santé prévoyance                | foils           | Verdier         | CDK Port-la-Forêt        | 2023         |
| Monaco   | Malizia-Seaexplorer                   | foils           | VPLP            | Multiplast               | 2022         |
| Hongrie  | New Europe                            | dérives droites | Owen Clarke     | Hakes                    | 2007         |
| Suisse   | Teamwork-Team Snef                    | foils           | VPLP            | CDK Port-la-Forêt        | 2018         |
| France   | Vulnerable                            | foils           | Koch-Finot-Conq | CDK Lorient              | 2023         |

## Équipages
Rosalin Kuiper, skipper d'Holcim-PRB pour la saison 2025, est remplacée dans cette course par Nicolas Lunven. Charlie Dalin, skipper habituel de Macif santé prévoyance, est remplacé pour toute la saison 2025 par Sam Goodchild. Boris Herrmann, skipper habituel de Malizia-Seaexplorer, est remplacé dans cette course par William Harris.
| 4CAD-La Mie câline,                                                                                        | Association Petits Princes- Quéguiner                                                                  | Charal |
| --- | --- | --- |
| Benjamin Dutreux (chef de bord) Arnaud Boissières Damien Seguin Axelle Pillain Muriel Vandenbempt (médias) | Élodie Bonafous (chef de bord) Yann Eliès Pascal Bidégorry Gaston Morvan Romain Marie (médias)         | Jérémie Beyou (chef de bord) Tom Dolan Lou Berthomieu (en) Nicolas Andrieu Marin Le Roux (médias)            |
| FDJ United-Wewise                                                                                          | Holcim-PRB                                                                                             | Initiatives-Cœur                                                                                             |
| Fabrice Amedeo (chef de bord) Andreas Baden Camille Étienne Martín Amescua Ruiz Rémi Blanc (médias)        | Nicolas Lunven (chef de bord) Alan Roberts Franck Cammas Annemieke Bes Anne Beaugé (médias)            | Samantha Davies (chef de bord) Violette Dorange Joseph Brault Vittoria Ripa Di Meana Josselin Didou (médias) |
| Macif santé prévoyance,                                                                                    | Malizia-Seaexplorer                                                                                    | New Europe                                                                                                   |
| Sam Goodchild (chef de bord) Loïs Berrehar Charlotte Yven Guillaume Combescure Guillaume Gatefait (médias) | William Harris (chef de bord) Francesca Clapcich (en) Cole Brauer Julien Villon Flore Hartout (médias) | Szabolcs Weöres (chef de bord) Felix Oberle Bérénice Charrez László Gellér Julia Virat (médias)              |
| Teamwork-Team Snef                                                                                         | Vulnerable                                                                                             | |
| Justine Mettraux (chef de bord) Xavier Macaire Marie Riou Carlos Manera Gauthier Lebec (médias)            | Thomas Ruyant (chef de bord) Ambrogio Beccaria Morgan Lagravière Manon Peyre Pierre Bouras (médias)    | |

## Classement des épreuves de vitesse(runs)
Les runs ont lieu deux jours avant le départ de la course. Ce sont des parcours de vitesse en ligne droite, d'environ un mille.
| Classe- ment | Bateau                               | Temps      |
| ------------ | ------------------------------------ | ---------- |
| 1            | Macif santé prévoyance               | 2 min 15 s |
| 2            | Charal                               | 2 min 19 s |
| 3            | Holcim-PRB                           | 2 min 30 s |
| 4            | Malizia-Seaexplorer                  | 2 min 31 s |
| 5            | Vulnerable                           | 2 min 39 s |
| 6            | Association Petits Princes-Quéguiner | 2 min 39 s |
| 7            | Initiatives-Cœur                     | 2 min 46 s |
| 8            | 4CAD-La Mie câline                   | 3 min 2 s  |
| 9            | Teamwork-Team Snef                   | 3 min 26 s |
| 10           | FDJ United-Wewise                    | 4 min 22 s |
| 11           | New Europe                           | 5 min 1 s  |

## La course

### Déroulement
Le départ est donné le 29 juin 2025 à 14 heures, en direction de l'ouest. Le début de course s'effectue dans des vents faibles et irréguliers, et dans un courant contraire. Dans le milieu de la nuit, la flottille touche cependant un flux de nord-est d'une dizaine de nœuds qui lui permet d'atteindre  à bonne allure les côtes anglaises. Elle est ensuite freinée dans une phase de transition à hauteur des îles Scilly, qu'elle doit laisser sur tribord. Dans la remontée vers Fastnet Rock, le vent est un peu plus soutenu qu'en Manche, mais les bascules sont incessantes. Le soir du 1er juillet, le FDJ United-Wewise de Fabrice Amedeo (10e) se retire de la course.

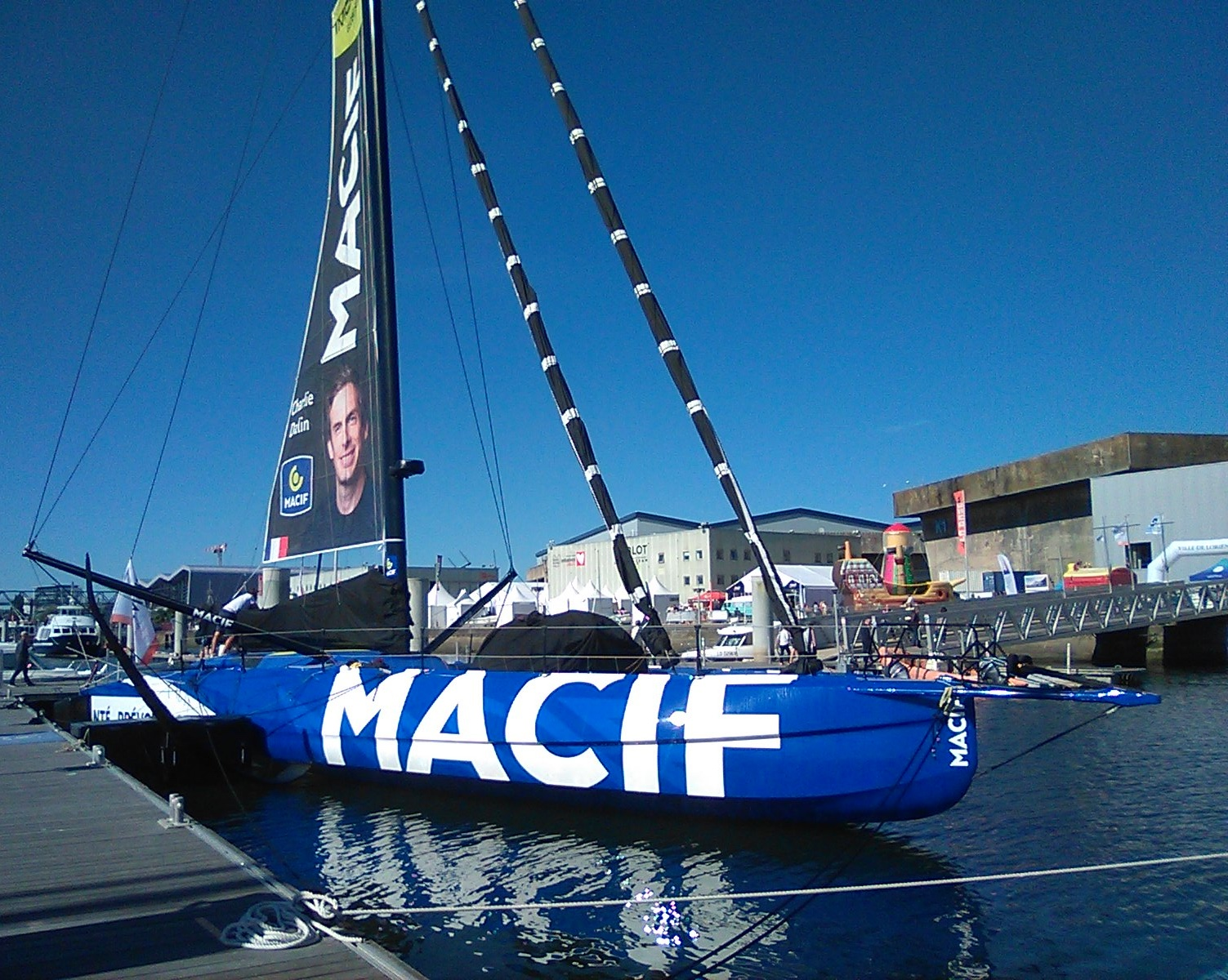
Macif santé prévoyance.

Le 2 juillet, à 3 h 20 (heure de France), Macif santé prévoyance, skippé par Sam Goodchild, franchit en tête la marque de Fastnet Rock, suivi de l'Holcim-PRB de Nicolas Lunven à 29 minutes et de l'Association Petits Princes-Quéguiner d'Élodie Bonafous à 35 minutes. En fin d'après-midi, dans la remontée des côtes irlandaises, dans un flux de sud-ouest soutenu, les foilers peuvent enfin, après trois jours au ralenti, accélérer et exprimer tout leur potentiel. Ils dépassent régulièrement les 30 nœuds. Macif est en tête. 
Dans la nuit du 2 au 3 juillet, à l'approche du champ de tir des Hébrides extérieures, Macif compte 40 milles d'avance sur le 2e, Association Petits Princes, et 42 milles sur le 3e, le Vulnerable de Thomas Ruyant. Vulnerable s'empare bientôt de la 2e place, et comble peu à peu son retard sur Macif. Dans le contournement des Orcades, il n'en est plus qu'à 8 milles. Macif parvient cependant à garder la tête. À 14 h 38, il déborde l'île de North Ronaldsay, la plus septentrionale des Orcades.
La nuit du 3 au 4 juillet est marquée par l'abandon de Vulnerable. Association Petits Princes, sister-ship de Macif, prend alors la deuxième place, derrière celui-ci.
Dans la nuit du 4 au 5 juillet, les premiers bateaux retrouvent la Manche. Ils sont contraints à un long détour vers l'ouest pour contourner le DST de Calais. Ce sont d'abord quelque 100 milles contre le vent, dans un étroit couloir entre le DST et la côte anglaise, de Ramsgate à Brighton, ce qui nécessite de multiplier les virements de bord (« une trentaine », estime Jérémie Beyou). Macif (1er) n'est pas inquiété, mais derrière lui la lutte est âpre, dans les incessantes manœuvres, entre Association Petits Princes (2e) et Holcim-PRB (3e), pour virer en premier l'extrémité ouest du DST. Association Petits Princes réussit à sauvegarder sa deuxième place. Un duel analogue oppose le Malizia-Seaexplorer de William Harris (4e) au Charal (en) de Jérémie Beyou (5e). Malizia sauve sa quatrième place.
Le dernier bord, vers l'est, se fait au portant, à vive allure. Le 5 juillet, à 15 h 10 min 45 s, Macif santé prévoyance, skippé par Sam Goodchild, arrive en tête à Boulogne-sur-mer, après 6 jours, 1 heure, 10 minutes et 45 secondes de mer. Association Petits Princes-Quéguiner, skippé par Élodie Bonafous, termine 2e, à 2 heures, 29 minutes et 42 secondes du vainqueur. Holcim-PRB, skippé par Nicolas Lunven, termine 3e, à 3 heures, 16 minutes et 4 secondes du vainqueur.
Le 6 juillet, le Teamwork-Team Snef de Justine Mettraux termine 6e, l'Initiatives-Cœur de Samantha Davies 7e et le 4CAD-La Mie câline de Benjamin Dutreux 8e.
Seul bateau à dérives droites encore en course, le New Europe de Szabolcs Weöres n'a pu rester au contact des foilers dans le vent fort. Distancé, il ne rencontre pas en fin de parcours les mêmes conditions que les autres. Le 6 juillet, pour se faufiler entre les parcs éoliens au large des côtes de l'Essex, il n'a que des vents faibles et contraires. En revanche, lorsqu'il atteint l'estuaire de la Tamise, le vent tourne au nord-nord-ouest. Il épargne à New Europe les innombrables virements de bord qu'ont connus les huit premiers entre le DST de Calais et la côte anglaise. New Europe, skippé par Szabolcs Weöres, franchit la ligne d'arrivée en 9e position le 7 juillet, à 15 h 58 min 22 s. Deux bateaux n'ont pas terminé.

### Incidents et abandons
Le soir du 1er juillet, FDJ United-Wewise (10e) annonce son retrait de l'épreuve. Il ne déplore aucune avarie, mais l'agenda de son skipper ne s'accommode pas de la lenteur du début de course : Fabrice Amedeo a un rendez-vous important le 7 juillet concernant le financement d'un bateau pour le Vendée Globe 2028.
Le 4 juillet, peu avant deux heures du matin, au large de Fraserburgh, le Vulnerable de Thomas Ruyant (2e) est victime d'une avarie importante : le pied de mât ayant cédé, le mât avance de 80 centimètres. Vulnerable abandonne et se déroute au moteur sur Fraserburgh,.
Le 5 juillet, à quatre heures de l'arrivée, l'Holcim-PRB de Nicolas Lunven subit une avarie de bout-dehors. Il préserve néanmoins sa troisième place.

## Classement de la course
|   | Bateau                                | Skipper          | Arrivée                       | Temps                | Écart au 1er        |
| - | ------------------------------------- | ---------------- | ----------------------------- | -------------------- | ------------------- |
| 1 | Macif santé prévoyance                | Sam Goodchild    | 5 juillet, à 15 h 10 min 45 s | 6 j 1 h 10 min 45 s  |                     |
| 2 | Association Petits Princes- Quéguiner | Élodie Bonafous  | 5 juillet, à 17 h 40 min 27 s | 6 j 3 h 40 min 27 s  | 2 h 29 min 42 s     |
| 3 | Holcim-PRB                            | Nicolas Lunven   | 5 juillet, à 18 h 26 min 49 s | 6 j 4 h 26 min 49 s  | 3 h 16 min 4 s      |
| 4 | Malizia-Seaexplorer                   | William Harris   | 5 juillet, à 20 h 4 min 26 s  | 6 j 6 h 4 min 26 s   | 4 h 53 min 41 s     |
| 5 | Charal (en)                           | Jérémie Beyou    | 5 juillet, à 20 h 43 min 6 s  | 6 j 6 h 43 min 6 s   | 5 h 43 min 6 s      |
| 6 | Teamwork-Team Snef                    | Justine Mettraux | 6 juillet, à 0 h 7 min 47 s   | 6 j 10 h 7 min 47 s  | 8 h 57 min 2 s      |
| 7 | Initiatives-Cœur                      | Samantha Davies  | 6 juillet, à 1 h 7 min 36 s   | 6 j 11 h 7 min 36 s  | 10 h 57 min 51 s    |
| 8 | 4CAD-La Mie câline                    | Benjamin Dutreux | 6 juillet, à 9 h 51 min 17 s  | 6 j 19 h 51 min 17 s | 18 h 40 min 32 s    |
| 9 | New Europe                            | Szabolcs Weöres  | 7 juillet, à 15 h 58 min 22 s | 8 j 1 h 58 min 22 s  | 2 j 0 h 47 min 37 s |